# Daytona Beach
Daytona Beach is een plaats (city) in de Amerikaanse staat Florida, en valt bestuurlijk gezien onder Volusia County. Henry Segrave verbeterde tijdens het interbellum twee wereldsnelheidsrecords op land in Daytona Beach.

## Demografie
Bij de volkstelling in 2000 werd het aantal inwoners vastgesteld op 64.112.
In 2006 is het aantal inwoners door het United States Census Bureau geschat op 64.183, een stijging van 71 (0.1%).

## Geografie
Volgens het United States Census Bureau beslaat de plaats een oppervlakte van
168,2 km², waarvan 152,0 km² land en 16,2 km² water. Daytona Beach ligt op ongeveer 14 m boven zeeniveau.

## Plaatsen in de nabije omgeving
De onderstaande figuur toont nabijgelegen plaatsen in een straal van 16 km rond Daytona Beach.

## Bezienswaardigheden
- Daytona International Speedway

## Geboren
- Hank Mizell (1923-1992), zanger
- Lee Hamilton (1931), politicus
- Bob Ross (1942-1995), kunstenaar
- Vince Carter (1977), basketballer